# Главнокомандующий воздушно-космическими силами Российской Федерации
Главнокомандующий Воздушно-космическими силами России — высшее должностное лицо ВКС России. Должность была учреждена в 2015 году, когда ВВС, войска ПВО-ПРО, и космические войска были переданы под единое командование. Назначается указом президента России. Временно исполняющим обязанности командующего ВКС России с 23 августа 2023 года является генерал-полковник Виктор Мусавирович Афзалов.

## Список командующих
| Имя                          | Изображение | Воинское звание   | Вступил в должность                                          | Освобождён от должности |
| ---------------------------- | ----------- | ----------------- | ------------------------------------------------------------ | ----------------------- |
| Виктор Бондарев (род. 1959)  |             | генерал-полковник | 1 августа 2015                                               | 26 сентября 2017        |
| Павел Кураченко (род. 1961)  |             | генерал-лейтенант | 26 сентября 2017                                             | 22 ноября 2017          |
| Сергей Суровикин (род. 1966) |             | генерал армии     | 31 октября 2017 года                                         | 23 августа 2023 года    |
| Виктор Афзалов (род. 1968)   |             | генерал-полковник | врио с 23 августа 2023, утверждён в должности в октябре 2023 | настоящее время         |